# Soporte perforador de vaso

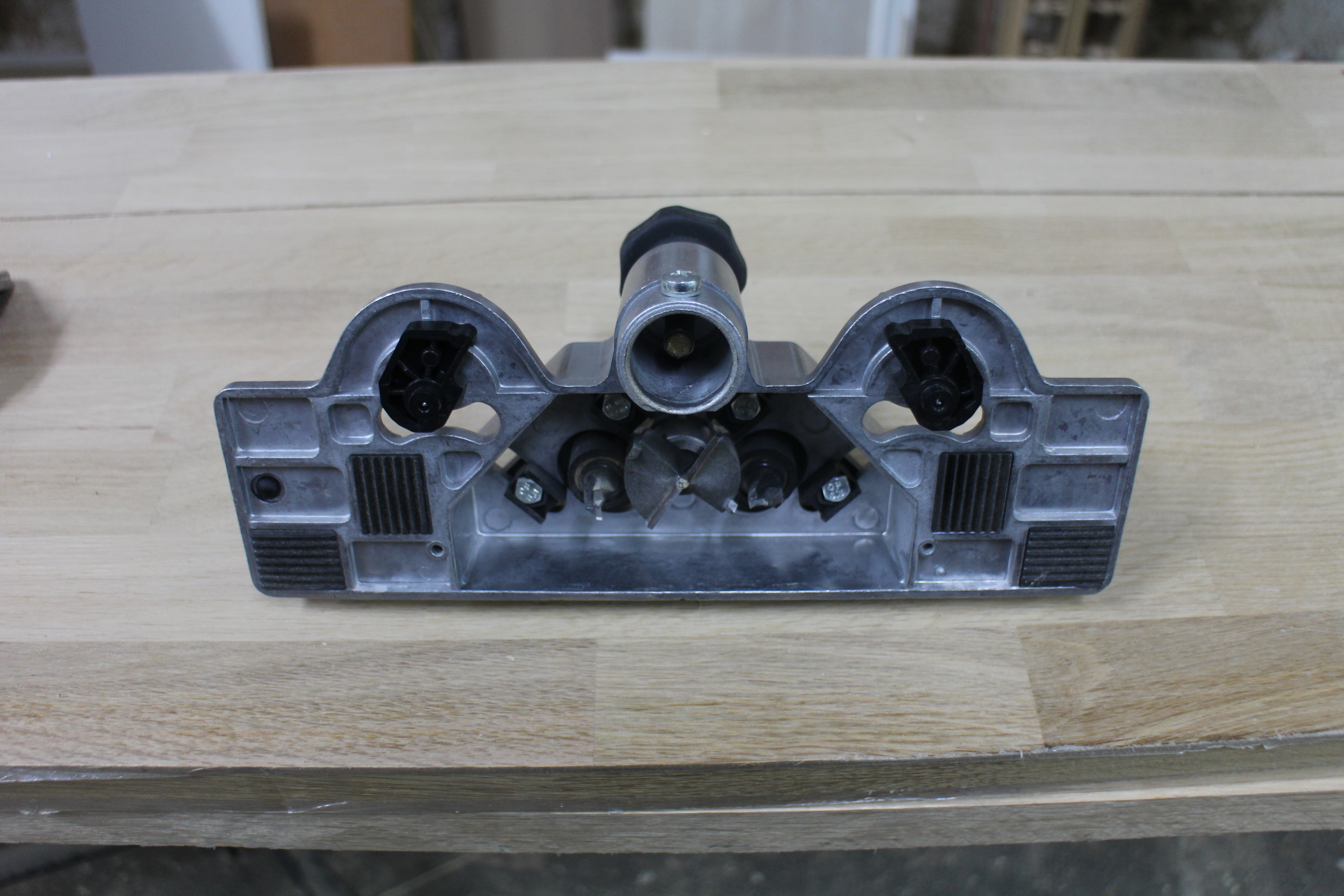
Soporte para hacer agujeros de vaso.

Un soporte perforador de vaso es un tipo de soporte-plantilla, diseñado para poder hacer con facilidad, agujeros de vaso de 3cm (estándar), u otras medidas, que se emplean para poner bisagras de cazoleta a las puertas de armario modernas. Como otras herramientas complementarias de trabajar la madera, para poder hacer el agujero de vaso, hay que acoplarle un taladro eléctrico que hace girar una fresa Forstner.
Para que la mayoría bisagras de cazoleta puedan trabajar correctamente, hay que hacer un agujero de vaso en la puerta  del armario, en un punto justo en frente de la parte estática de la bisagra que va atonillada sobre el lateral del armario .Para crear este tipo de agujero, se tiene que fijar el soporte-plantilla en el lugar a perforar  mediante un sargentot (que a veces trae incorporado el soporte), luego aplicar un taladro de mano eléctrico al eje de la fresa Forstner; entonces se empuja el taladro  hasta llegar a una profundidad satisfactoria del agujero de vaso.
El propósito del soporte es para aguantar una fresa Forstner en su lugar, con un ángulo de 90° mientras hace un agujero de vaso de 3 cm de diámetro. El ángulo de ataque de la herramienta es crítico para el correcto movimiento de la bisagra, el soporte permite mantener un ángulo de 90° durante toda una serie de perforaciones sin ningún esfuerzo.

## Soportes-plantilla

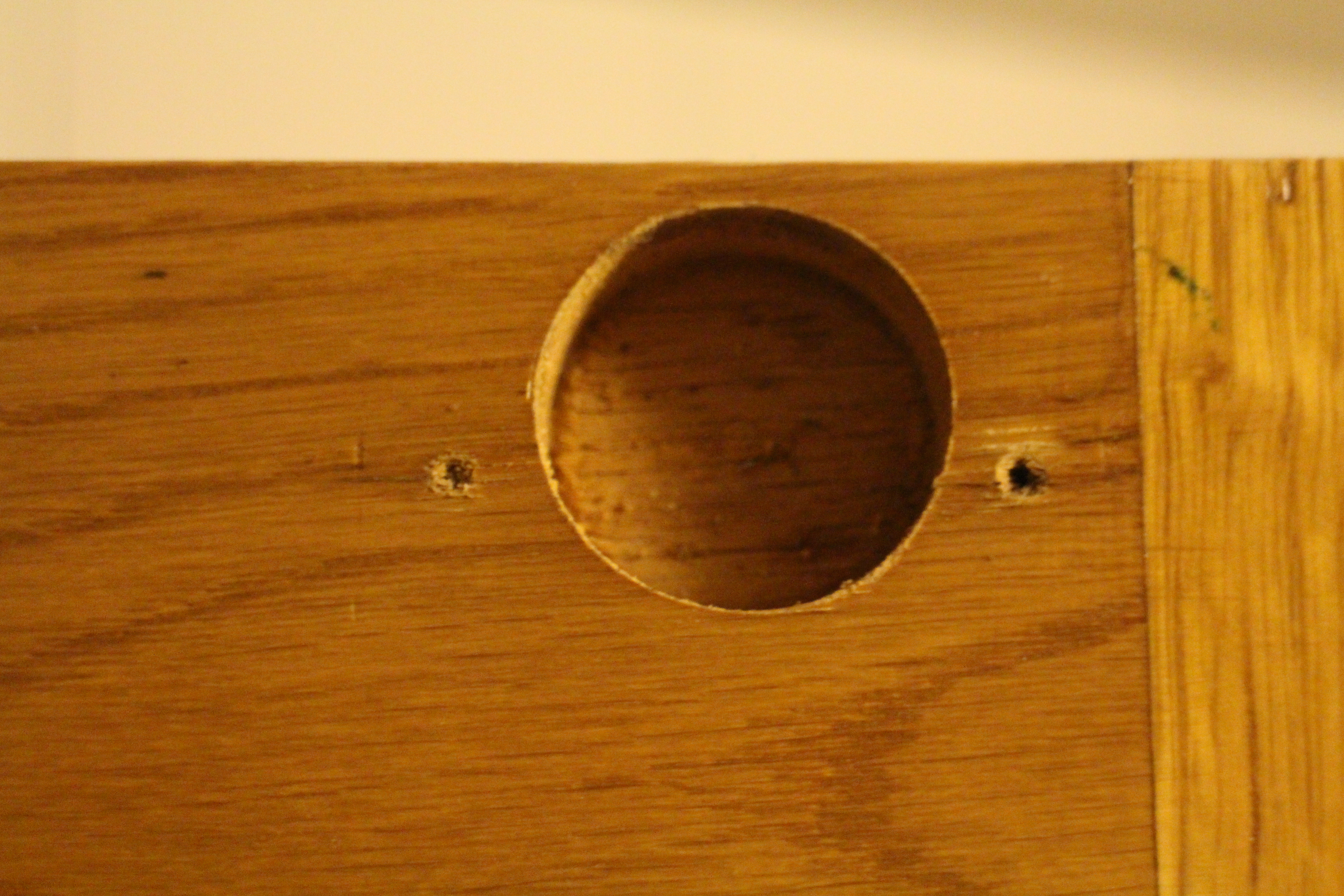
Agujero de vaso una vez hecho.

Hay principalmente dos tipos de soporte-plantillaː "soporte de presión" y "plantilla de agujero". El "soporte de presión" se emplea para mantener la fresa Forstner perpendicular a la superficie de la puerta y el tipo "plantilla de agujero" se utiliza sencillamente para marcar el lugar donde va el agujero de vaso, colocándola paralela al borde del eje de la puerta, fijándola con un sargento.
Hay muchos marcas de soporte-plantilla comercialmente disponibles.  Fundamentalmente, todas las plantillas de presión son similares en cuanto a que permiten al usuario sujetar la herramienta de la plantilla de alguna manera.  La plantilla tiene entonces algún medio para posicionar el centro de la broca Forstner en el centro del orificio marcado, de manera que se mantiene un ángulo de 90° respecto a la superficie de la puerta.
Otra aproximación muy corriente es tener una plantilla de cartón o de aluminio con las marcas para las distancias sobre los bordes de la puerta;  este tipo de plantillas se utilizan normalmente con un taladro de mano fijado en un pedestal, para tener estabilidad en el ángulo de ataque. Muchos carpinteros prefieren hacer los agujeros de vaso a mano, pero requiere un poco de práctica para conseguir un agujero de vaso perfecto donde el ángulo de 90° es muy crítico. El método manual no requiere ninguna plantilla pero es más fácil hacer el agujero usando la plantilla.

## Bisagra de cazoleta

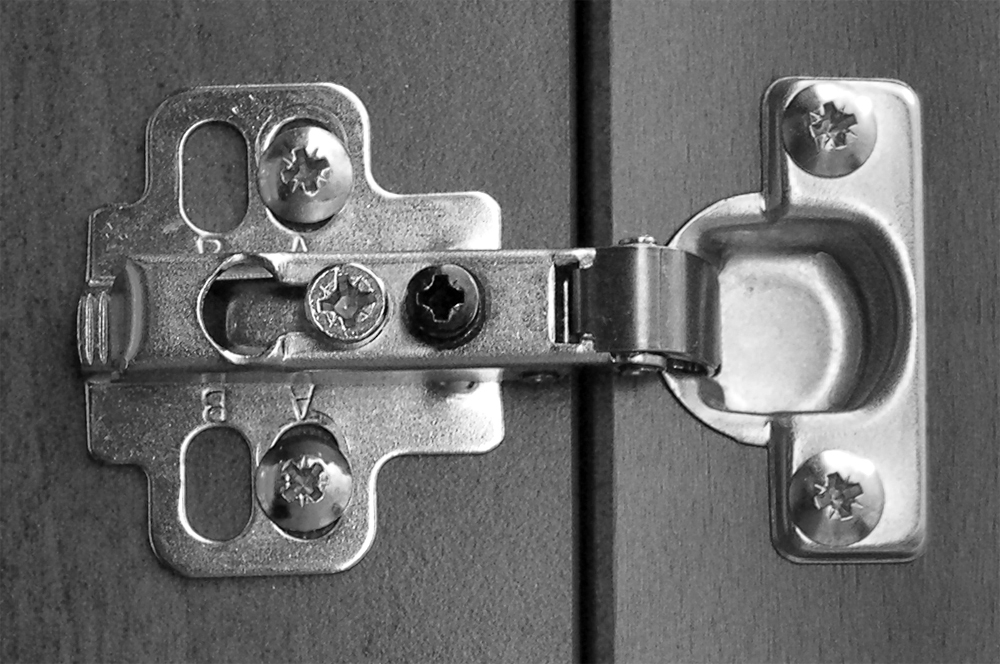
Bisagra de cazoleta en posición obierta

Las bisagras de cazoleta se utilizan en puertas de mobiliario (con auto-cierre o sin, y con sistema de amortiguación o sin). Están hechas de dos partes: Una parte es la cazoleta con el brazo, la otra parte es la pletina de montaje. Se llama también "Bisagra de vaso", or "Euro bisagra", ya que fueron desarrollados en Europa y utilizan estándares métricos de instalación. Una característica muy importante de estas bisagras de cazoleta ofrecen la ventaja de una plena capacidad de ajuste in situ para la distancia de separación desde el frente del armario, así como por el cabeceo y balanceo de la puerta, mediante dos tornillos en cada bisagra.
Aparte de las bisagras normales, las de tipo libro o las de piano, que hay para los muebles; la más versátil y regulable es la bisagra del cazoleta. Es invisible desde el exterior y toma su nombre de una de las dos partes que la componen: un soporte fijado al mueble o estructura y una cazoleta que contiene las partes móviles que hacen el conjunto abatible y que queda parcialmente incrustada dentro de la puerta, en un agujero que hay que mecanizar previamente con una fresa.
Hay diferentes tipos, según el formato de la puerta sobre la que va fijada:
- Recta;
- Acodada .;
- Super-acodada;

También hay diferentes grados de apertura, hasta 165° y adaptaciones especiales para su montaje en esquinas, chaflanes, cierres en 45°, 90° y 180° entre la puerta y el lateral del armario.

## Fresa Forstner

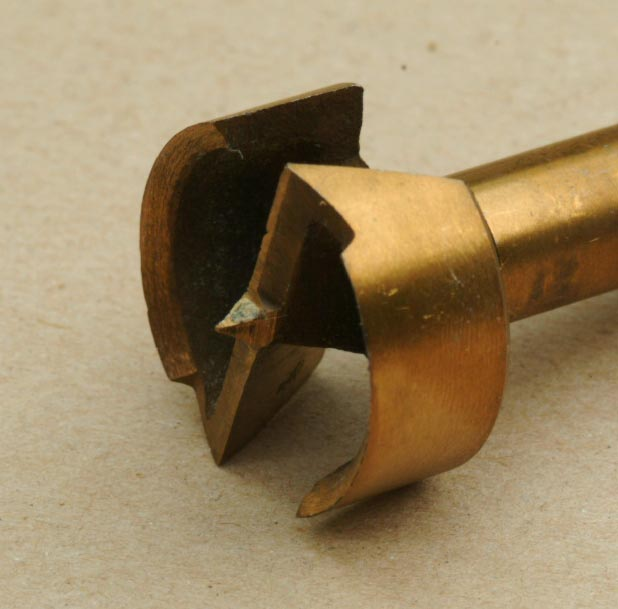
Fresa Forstner

Las fresas o brocas Forstner, llevan el nombre de su inventor, Benjamin Forstner y, permiten hacer orificios precisos de fondo plano en madera, con cualquier orientación con respecto a la fibra de la madera. Pueden cortar en el borde de un bloque de madera y pueden cortar agujeros superpuestos. Debido al fondo plano del orificio, son útiles para perforar chapas ya pegadas para agregar una incrustación. Requieren una gran fuerza para empujarlos contra el material, por lo que normalmente se usan en prensas de taladro o tornos en lugar de taladros de mano, es decir, a diferencia de la mayoría de los otros tipos de brocas, no son prácticas para usar como herramientas manuales.
La broca incluye un punto central que lo guía a lo largo del corte (que corta el fondo plano del agujero). El corte cilíndrico alrededor del perímetro corta las fibras de madera en el borde del agujero y también ayuda a guiar la broca hacia el material con mayor precisión. La herramienta de la imagen tiene un total de dos filos en este cilindro. Las brocas Forstner tienen bordes de corte radiales para dejar plano el material en el fondo del agujero. La  broca de la imagen tiene dos bordes radiales. Otros diseños pueden tener más. Las brocas Forstner no tienen mecanismo para eliminar las virutas del orificio y, por lo tanto, deben extraerse periódicamente.